# Subnät
Med subnät menas två olika saker men båda går ut på att dela upp ett datornätverk i mindre delar. 

## Delnät
Den äldre mer generella betydelsen innebär att ett subnät är en mindre begränsad del av ett större datornätverk.

## Subnetting
Den nyare betydelsen är ett nätverk som har fått sin adressmängd från ett större IP-nätverk genom så kallad subnetting. IP-nätverk indelas i olika klasser där A-klassen är störst och C-klassen minst. De flesta lokala nätverk har dock inte tillräckligt med datorer anslutna för att man skall utnyttja alla adresser i ens den minsta klassen och därför skulle det vara slöseri att tilldela hela adressmängden till ett enda nät. I stället delar man upp det lokala nätverket (ofta av C-klasstyp) i subnät, som vardera kan innehålla ett mindre antal datorer. Man kan till exempel ha IP-adresserna 192.168.1.1 - 14 (Det så kallade subnet zero där 0 blir nätverksadress, 15 broadcastadress) på ett våningsplan och IP-adressen 192.168.1.17 - 30 på ett annat, där 16 är nätverksadressen och 31 broadcastadressen. Mindre nät är lätta att underhålla, både fysiskt och elektroniskt, dessutom styrs trafiken i ett väl konstruerat nätverk bättre till sina respektive subnät.